# Libnotes eboracensis
Libnotes eboracensis är en tvåvingeart som först beskrevs av Alexander 1935.  Libnotes eboracensis ingår i släktet Libnotes och familjen småharkrankar. Inga underarter finns listade i Catalogue of Life.